# Herichthys
Herichthys is een geslacht van straalvinnige vissen uit de familie van cichliden (Cichlidae).

## Soorten
- Herichthys bartoni (Bean, 1892)
- Herichthys carpintis (Jordan & Snyder, 1899)
- Herichthys cyanoguttatus (Baird & Girard, 1854)
- Herichthys deppii (Heckel, 1840)
- Herichthys labridens (Pellegrin, 1903)
- Herichthys minckleyi (Kornfield & Taylor, 1983)
- Herichthys pantostictus (Taylor & Miller, 1983)
- Herichthys steindachneri (Jordan & Snyder, 1899)
- Herichthys tamasopoensis (Artigas Azas, 1993)